# 達尼·奧爾莫
丹尼尔·奥尔莫·卡華積（1998年5月7日—），西班牙足球運動員，目前效力於巴塞罗那足球俱乐部。

## 俱樂部生涯
奧爾莫1998年5月7日出生於西班牙加泰隆尼亞塔拉薩，早在2007年就加入拉瑪西亞青訓，隨後越級在巴塞隆納足球俱樂部梯隊比賽，2013/14賽季15歲的奧爾莫效力巴薩青年A隊（U19）並擔任過隊長，那年是第一屆歐冠青年聯賽，巴薩青年A隊決賽3：0本菲卡U19奪得冠軍。2014年夏窗離開球隊加盟克罗地亚足球联赛球隊薩格勒布迪納摩，因兩家俱樂部沒達成協議半年沒有為球隊出場，後半年進入一線隊沒有上陣機會，代表西班牙U15參加歐青賽。此後1年在薩格勒布迪納摩二隊效力。
2016/17賽季18歲的奧爾莫在二隊踢了半年後進入一線隊作為主力輪換，克罗地亚足球联赛生涯124場34球28助攻，其中17次歐冠出場貢獻6球4助攻，還拿過克罗地亚足球联赛MVP。
2020年冬窗21歲的奧爾莫轉會至德甲球會萊比錫紅牛，雙方簽約到2024年，轉會費達2000萬歐元。
由于在2024欧洲杯代表西班牙比赛表现出色，且合同即将到期的缘故，巴萨官方宣布以5500万欧元买下奥尔莫，合同签约至2026年北美世界杯之后。然而，由於球隊內部薪資計算失誤，不慎違反了西甲官方的財政公平原則，導致奧爾莫和Pau Víctor兩名新援無法被註冊至球員陣容，奧爾莫一度被認為可能轉隊或尋求租借離隊。不過在2025冬季轉隊期，巴塞隆納終於正式完成兩人的加盟及註冊手續。

## 國家隊生涯
由於在薩格勒布迪納摩表現出色，克羅地亞足協希望他代表克羅地亞出戰國際比賽，並表示只要他願意的話可以幫他在2018世界盃之前取得克羅埃西亞國籍。不過他對此表示拒絕，因為他從小的夢想就是為西班牙比賽。
2019年6月，奧爾莫代表西班牙U21參加歐青賽，4場比賽貢獻3球1助攻，並在決賽中打入關鍵入球幫助西班牙2-1擊敗德國U21，他也當選歐青賽決賽MVP。
2019年11月，奧爾莫首次入選西班牙國家足球隊，並在對陣馬爾他時替補登場3分鐘就破門得分。
2021年6月，奧爾莫代表路易斯·恩里克帶領的西班牙出戰2020年歐洲國家盃，主要是擔任前鋒，這是他首次代表國家隊出戰大賽。然而在準決賽對上義大利的時候，奧爾默雖然在正規時間結束前助攻莫拉塔的追平分，然而稍後的PK戰中兩人一起沒能罰進，導致西班牙出局。
2022年底的世界盃，奧爾默再次入選。十六強對戰摩洛哥時，奧爾默在延長賽被換下，沒有留到PK戰，然而西班牙還是在PK戰中不敵摩洛哥出局。
2024年歐洲國家杯，接手10號球衣的奧爾默表現絕佳，以3球2助攻成績奪下賽事金靴，包含了在準決賽對上法國隊的精采致勝球。最終西班牙奪冠而回，奧爾默被評為賽事最佳陣容一員。

## 榮譽

### 隊會
薩格勒布戴拿模
- 克羅地亞甲組足球聯賽冠軍 : 2014–15、2015–16、2017–18、2018–19、2019–20
- 克羅地亞盃冠軍 : 2014–15、2015–16、2017–18
- 克羅地亞超級盃冠軍 : 2019

RB萊比錫
- 德國足協盃冠軍 : 2021–22[10]、 2022–23
- 德國超級盃冠軍 : 2023[11]

### 國家隊
西班牙U-21
- U-21歐洲國家盃冠軍：2019[12]

西班牙
- 歐洲國家聯賽冠軍：2022–23；亞軍：2024–25[13]

- 欧洲足球锦标赛冠軍：2024年[14]

### 個人
- 奧斯卡足球獎–克羅地亞年度最佳聯賽冠軍：2019年

## 外部連結
- 達尼·奧爾莫－UEFA國際賽競賽紀錄
- 足球数据库：達尼·奧爾莫的球员统计数据
- Soccerway資料庫：達尼·奧爾莫